# Strunzita
La strunzita es un mineral, fosfato de manganeso y hierro, con hidroxilos e hidratado. Se describió a partir de ejemplares obtenidos en la pegmatita de  Hagendorf Sur, mina Cornelia.  Hagendorf, Waidhaus, Vohenstrauß, Oberpfälzer Wald, Baviera (Alemania), que consecuentemente es la localidad tipo. El nombre es un homenaje a Karl Hugo Strunz, profesor de Mineralogía en la Technische Universität, Berlin (Alemania), autor de la  la clasificación de minerales más utilizada actualmente.

## Propiedades físicas y químicas
La strunzita aparece como cristales aciculares que pueden alcanzar un tamaño de vaior milímetros,  individualizados o formando agregados fibrosos, de color amarillo de distintos tonos, incluso casi incoloros, aunque con frecuencia están teñidos de tonos rojizos por óxidos de hierro. Puede contener también cantidades significativas de aluminio y trazas de zinc y de magnesio.

## Yacimientos
La strunzita se forma por la alteración de otros fosfatos, especialmente de trifilita, en pegmatitas graníticas. Es un mineral relativamente poco frecuente, conociéndose su presencia en alrededor de un centenar de localidades en el mundo. Aparece asociada a otros fosfatos secundarios, especialmente a laueita, rockbridgeita, beraunita y strengita. En Argentina se ha encontrado en la pegmatita La Victoria, en Pampa de Achala, departamento de San Alberto (Córdoba). En España se conoce, asociada a strengita y a fosfosiderita,  en la pegmatita de la cantera Santa Marina, en Vincios, Gondomar (Pontevedra).